# Bernardinuscollege
Het Bernardinuscollege is een Rooms-Katholieke scholengemeenschap voor het middelbaar onderwijs in Heerlen. Het Bernardinuscollege maakt deel uit van de Stichting Voortgezet Onderwijs Parkstad Limburg (SVO|PL), tot 1 november 2007 Onderwijsstichting Sint-Bernardinus. De school is gehuisvest in een monumentaal schoolgebouw aan de Akerstraat te Heerlen. Het Bernardinuscollege is gestart in 1913 en is daarmee de oudste school voor voortgezet onderwijs in Heerlen. 
Aangrenzend aan het schoolgebouw van het Bernardinuscollege bevindt zich het rijksmonument de Bernardinuskapel.

## Geschiedenis
Door de opkomende mijnbouw aan het begin van de twintigste eeuw was er in Heerlen behoefte aan middelbaar onderwijs. In 1911 begonnen paters Franciscanen het Sint-Bernardinus, R.K. Hoogere Burgerschool met 3-jarige cursus. In september 1913 kwamen de eerste leerlingen op de school. Sint-Bernardinus breidde in 1918 uit met een middelbare handelsschool. In 1919 werd de driejarige HBS omgezet in een vijfjarige. In 1930 werd aan Sint-Bernardinus een gymnasium toegevoegd. Mede-oprichter en directeur / rector van 1913 - 1938 was de Franciscaan Damascenus Rombouts (OFM).
In de jaren zestig was het Sint-Bernardinuscollege een van de zeven scholen in Nederland die waren aangewezen als experimenteerschool ten behoeve van de invoering van de Mammoetwet. De nieuwe schooltypen atheneum en havo gingen er in september 1964 van start. In 1970 kwam het Sint te vervallen en werd de naam van de school verkort tot Bernardinuscollege. In het schooljaar 2009-2010 verviel de eerste klas vmbo-t en gingen alleen de eerdere klassen vmbo-t verder.

## Franciscusdag
Het Bernardinuscollege is vernoemd naar de Franciscaanse heilige Bernardinus van Siena (1380-1444). Omdat de school door Franciscanen is opgericht, houdt het Bernardinuscollege elk jaar een Franciscusdag. Ook organiseert de school voor leerlingen en oud-leerlingen jaarlijks de Bernardinusmars, een nachtelijke wandeltocht van zestig kilometer.

## Bekende oud-leerlingen
- Jo Coenen, architect en rijksbouwmeester;
- Carine Crutzen, actrice;
- Ad Fransen, schrijver en redacteur;
- Harrie Geelen, schrijver en illustrator;
- Rolph Gonsalves, procureur-generaal en omroepbestuurder;
- Jan Hanlo, dichter en schrijver;
- Pé Hawinkels, letterkundige, dichter, (tekst)schrijver en vertaler;
- Ad Havermans, bestuurder;
- Ben Herbergs, publicist, auteur en uitgever;
- Toon Hezemans, kunstenaar, cartoonist;
- Manuel Kneepkens, dichter, politicus en jurist-criminoloog;
- Ruud van Megen, toneelschrijver, scenarioschrijver;
- Bernardus Peeters, generaal-abt van de Cisterciënser Orde van de Strikte Observantie;[noot 1]
- Nicole Ramaekers-Rutjens, politica en burgemeester;
- Karel Reijnders, letterkundige;
- Jo Ritzen, politicus;
- Olaf Sleijpen, econoom en bankier;
- Ger Thijs, toneelschrijver, acteur en regisseur;
- Frans Timmermans, diplomaat en politicus;
- Gijs Tuinman, militair en politicus;
- Wim Vanthoor, econoom, bankier en historicus;
- Carlijn Welten, hockeyster;
- Maurice Wijnen, theater- en televisiemaker, presentator en muziekproducent;
- Thijs Wöltgens, politicus.